# Ганс Еворт
Ганс Еворт (англ. Hans Eworth бл. 1520, Південні Нідерланди — 1574, Англія) — південнонідерландський художник, що роками працював у Англії.

## Життєпис, ранні роки
Збережено назвичайно мало відомостей про ранні роки майбутнього художника. Відомо, що 1640 року він був записаний до членів гільдії св. Луки у місті Антверпен як Jan Ewouts. Від цієї дати рахують і рік його народження, котрий позначають як 1520 або трохи раніше. 1544 року його виганяють з міста Антверпен за єресь. Це вказівка на те, що молодик наполегливо шукав якихось істин, що пішли у розріз з офіційними настановами релігійного життя у Антверпені.

## Художник доби королеви Марії Тюдор
Ганс Еворт перебрався на працю у Лондон. Відомо, що він створив декілька портретів королеви Марії Тюдор. Імовірно, він користувався типом парадного портрета королеви, датованого 1554 роком (нині — Національна портретна галерея, Лондон). Він створив власні варіанти, датовані 1555 та 1558 роками, котрі подають королеву — католичку у сукнях більш пізньої моди і у останні роки її правління.
Але художник дістався Лондона раніше. Про це свідчить портрет офіцера Джона Люттрелла з алегорією богині Перемоги, котрий датують 1549–1550 рр. Його передав у 1932 році у інститут Курто лорд Лі Фарнем. Рідкісний за сюжетом портрет для англійського мистецтва був пошкодженим і в інституті провели всі консервативні і реставраційні роботи, аби зберегти експонат середини 16 століття.

## Художник королеви Єлизавети І

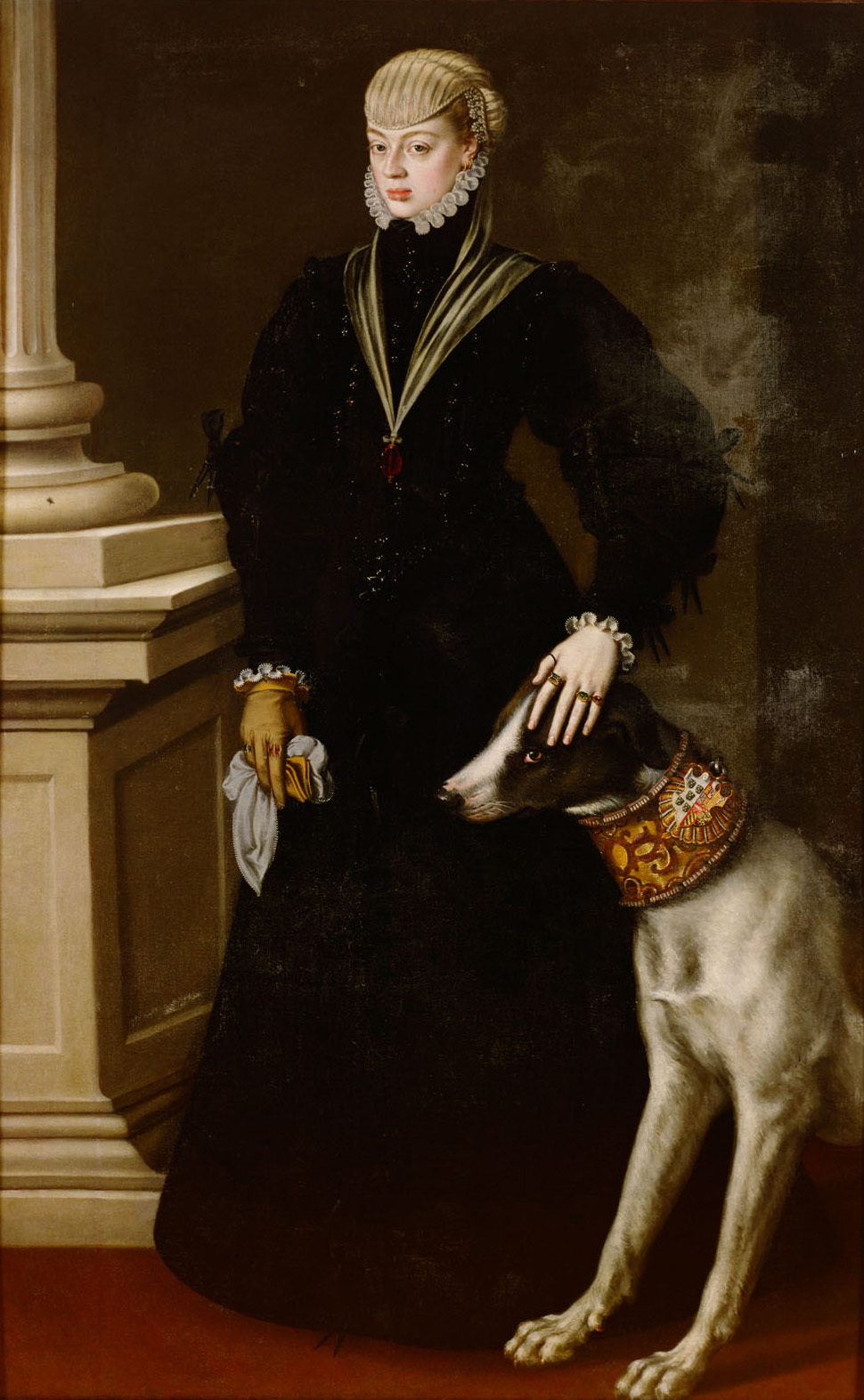
Алонсо Санчес Коельо. «Інфанта (принцеса) Хуана Іспанська», Музей історії мистецтв, Відень
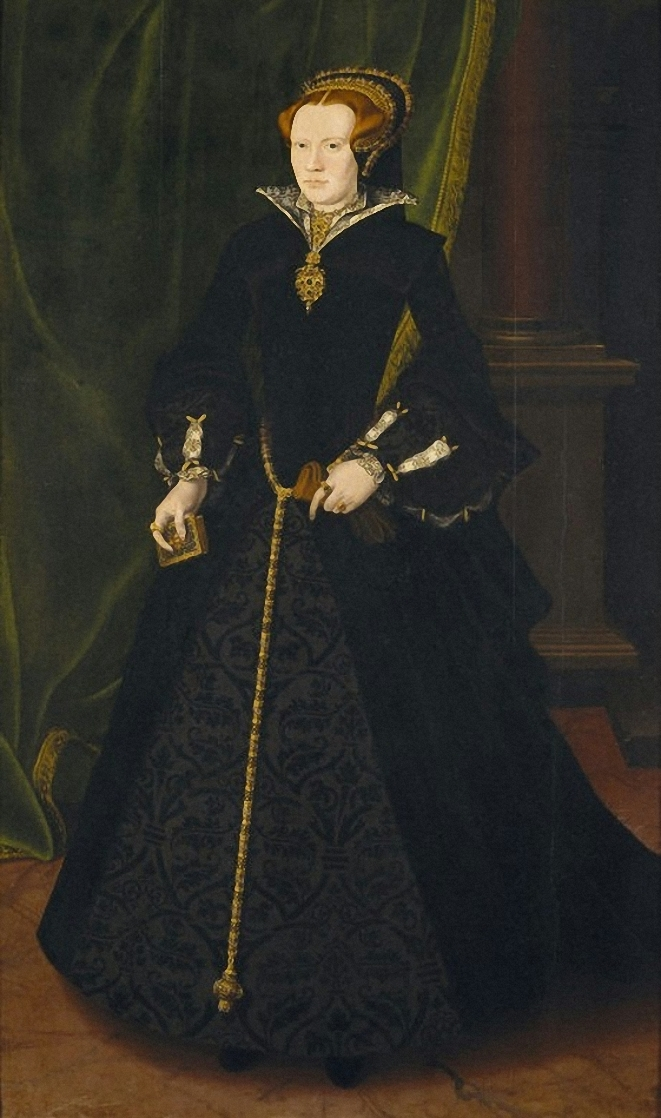
Ганс Еворт. «Мері Дадлі, леді Сідней», до 1555 р., Петуорт Хаус

Впродовж декількох десятиліть він створював парадні портрети британських аристократів в урочистій і серйонній манері, ретельно відтворюючи їх пишні костюми і коштовності. 
У XVI столітті для звеличення осіб пільговиго стану і королів почали створювати, окрім погрудних і поясних, портрети у повний зріст. Звернувся до такого формату і Ганс Еворт. Схожі тенденції у своєму розвитку проходив і іспанський придворний портрет у творчості Алонсо Санчеса Коельо та Хуана Пантохи де ла Крус. Урочистістю і холодним аристократизмом власних творів Ганс Еворт посперичався із кращими тогочасними майстрами, серед котрих були Антоніс Мор, Алонсо Санчес Коельо, Франс Пурбюс, Хуан Пантоха де ла Крус. Частка портретів його роботи підписана монограмою.
Так, він створив декілька портретів королеви Єлизавети І. Окрім портретів, він вионав декоративні твори для маскарада на честь посла Франції, котрий давала Єлизавета І. Останні твори художника датовані 1573 роком. Ймовірно, що він помер 1574 року.

## Вибрані твори (перелік)

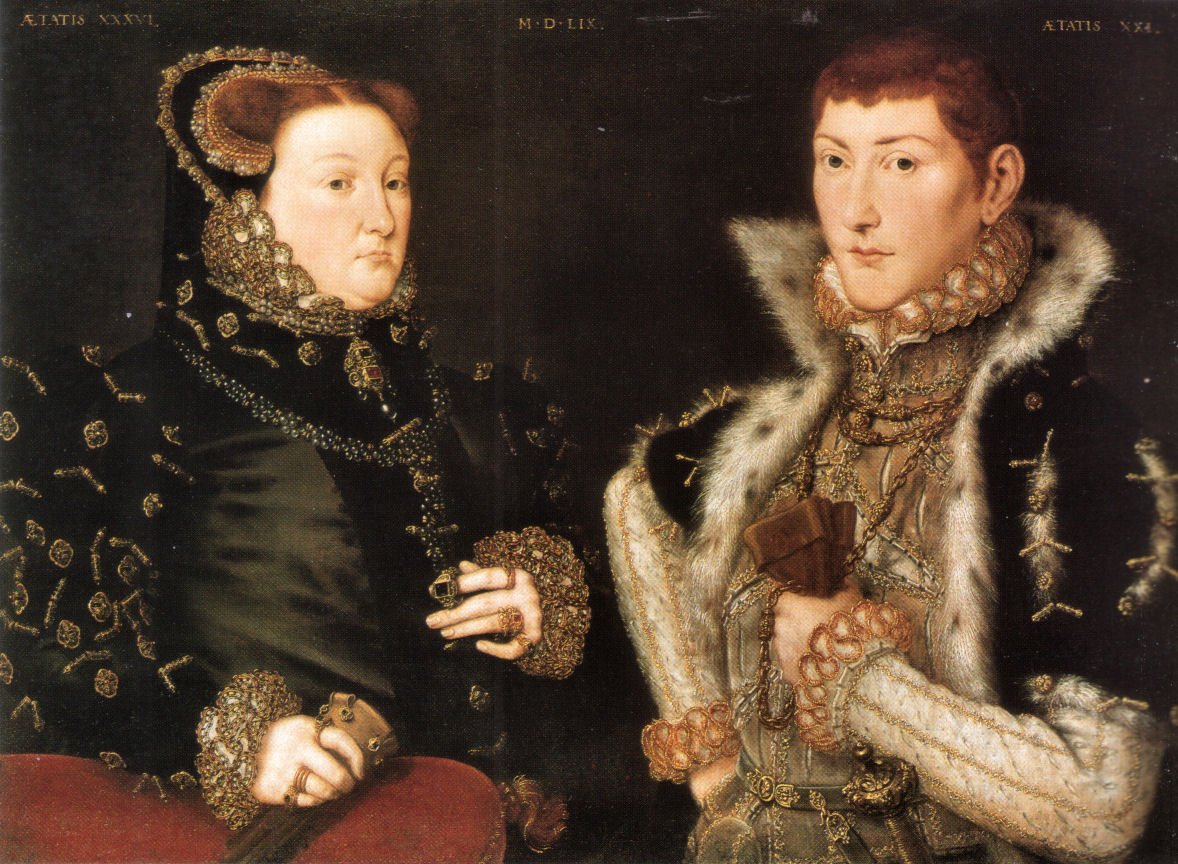
Ганс Еворт. «Мері Невіл і її син Грегорі Файнесс » (подвійний портрет), до 1558 р.

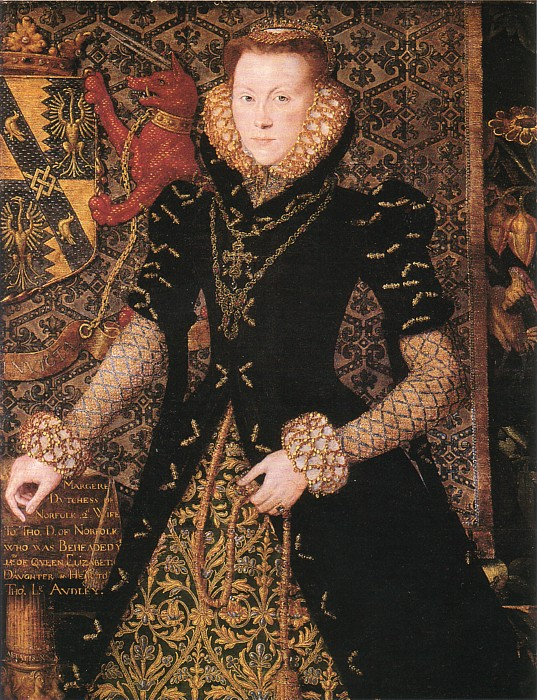
Ганс Еворт. «Маргарет Едлі, графиня Норфрлк», 1562 р.

- «Джон Люттрелл і алегорія перемоги », 1550 р.
- «Королева Мері Тюдор »
- «Генрі Фіц Алан, 12-й граф Арундел як римський імператор »
- «Сулеуйман Пишний верхи »
- «Королева Мері Тюдор », 1554 р.
- « Портрет невідомої леді» (Леді Джейн Грей ?), до 1555 р.
- «Королева Мері Тюдор біля столу », до 1558 р.
- «Мері Невіл і її син Гегорі Файнесс » (подвійний портрет), до 1558 р.
- «Джеймс Стюарт », 1561 р.
- «Маргарет Едлі, графиня Норфрлк», 1562 р.
- «Томас Говард, 4-й граф Норфолк», 1563 р.
- «Королева Єлизавета І та три богині » (алегорія)
- «Королева Єизавета І», бл. 1570 р.

## Вибрані твори (галерея)

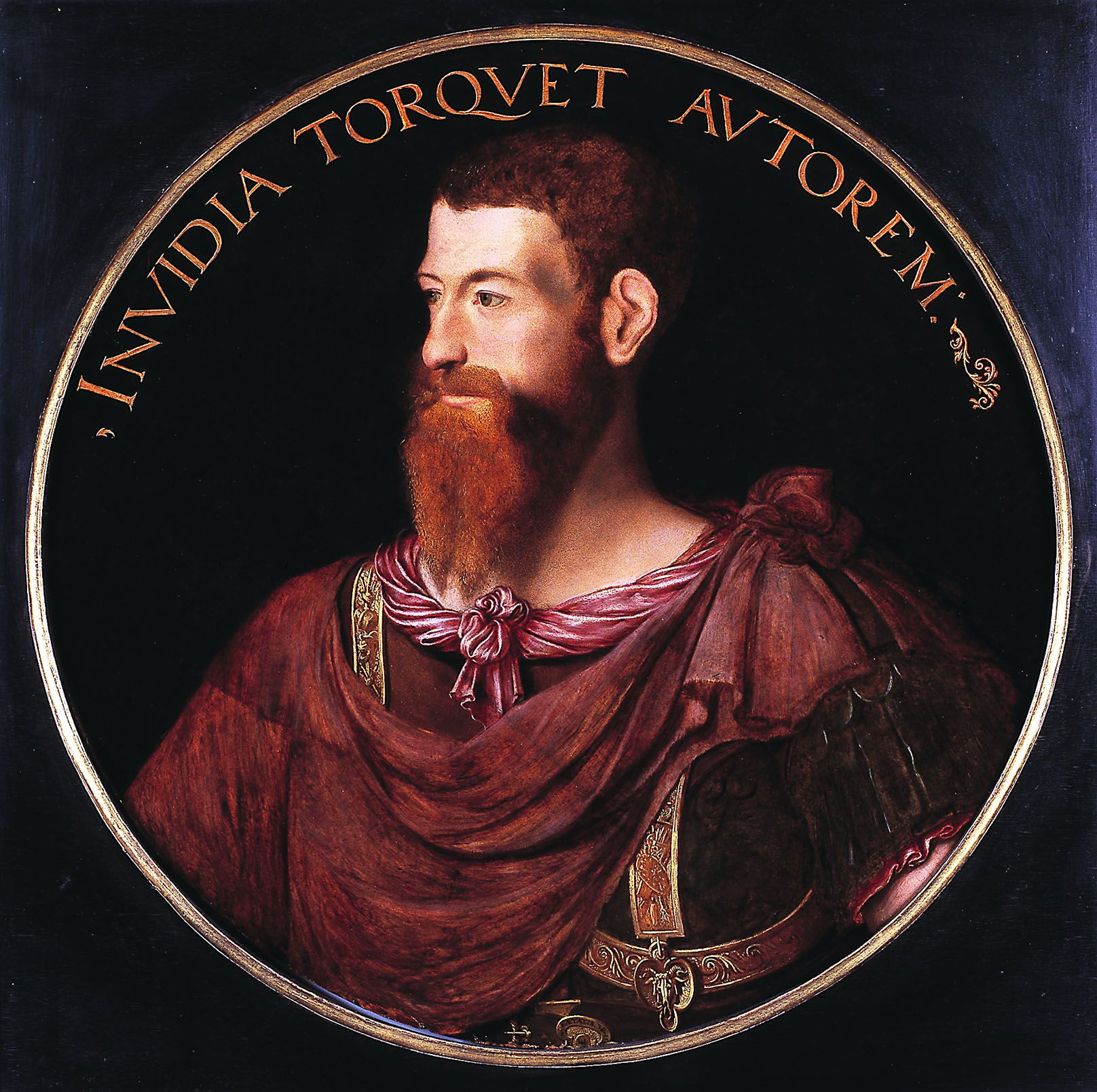
Ганс Еворт. «Генрі Фіц Алан, 12-й граф Арундел як римський імператор», 1550 р., Художній музей (Денвер)
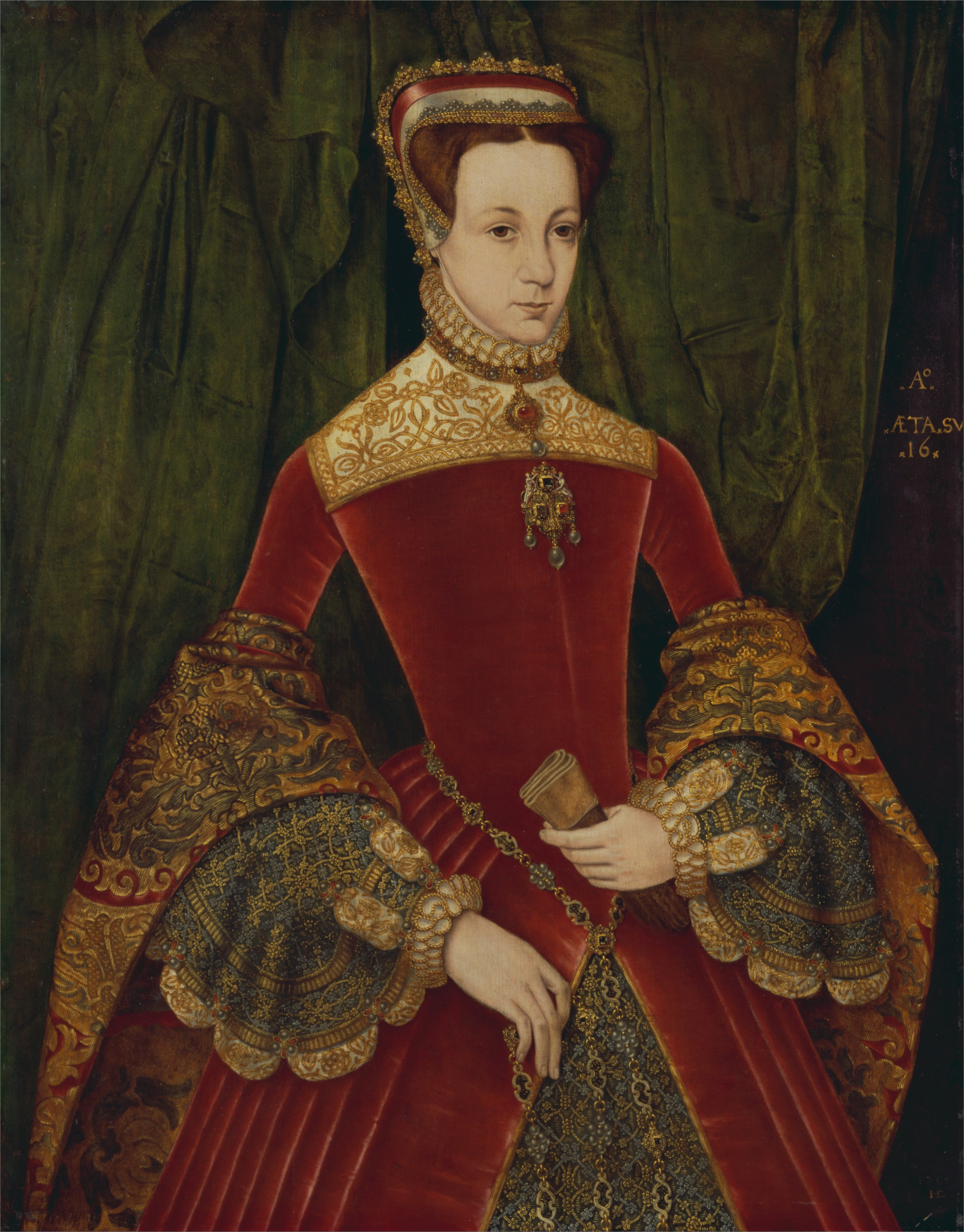
Ганс Еворт. «Мері Фіцалан (?), графиня Норфолк у віці 16 років»
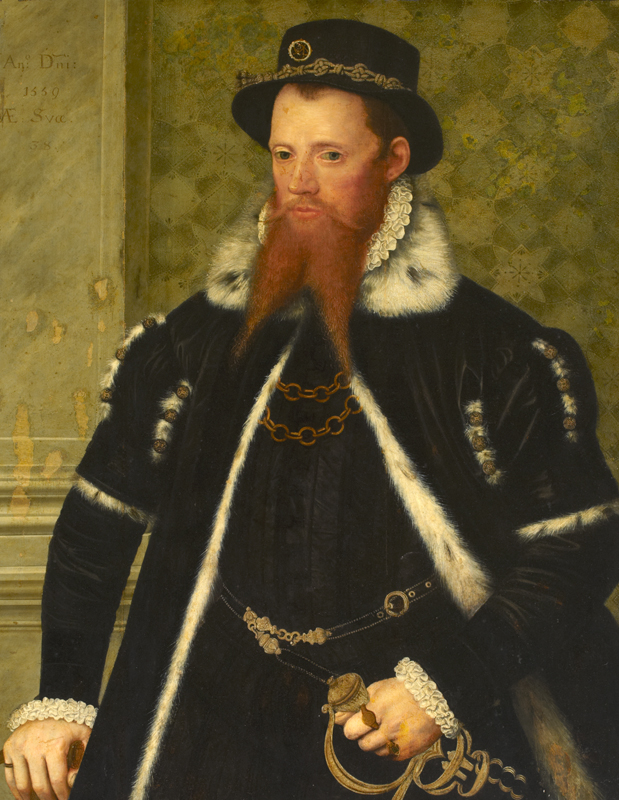
Ганс Еворт. «Чідок Тичборн», 1559 р.
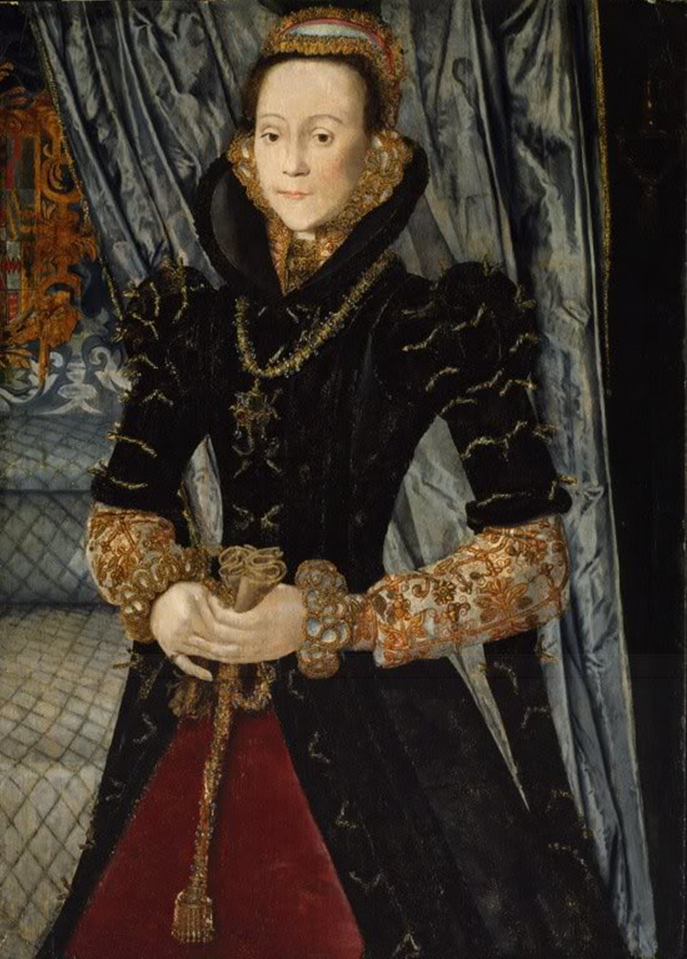
Ганс Еворт. «Портрет невідомої аристократки», 1563 р.
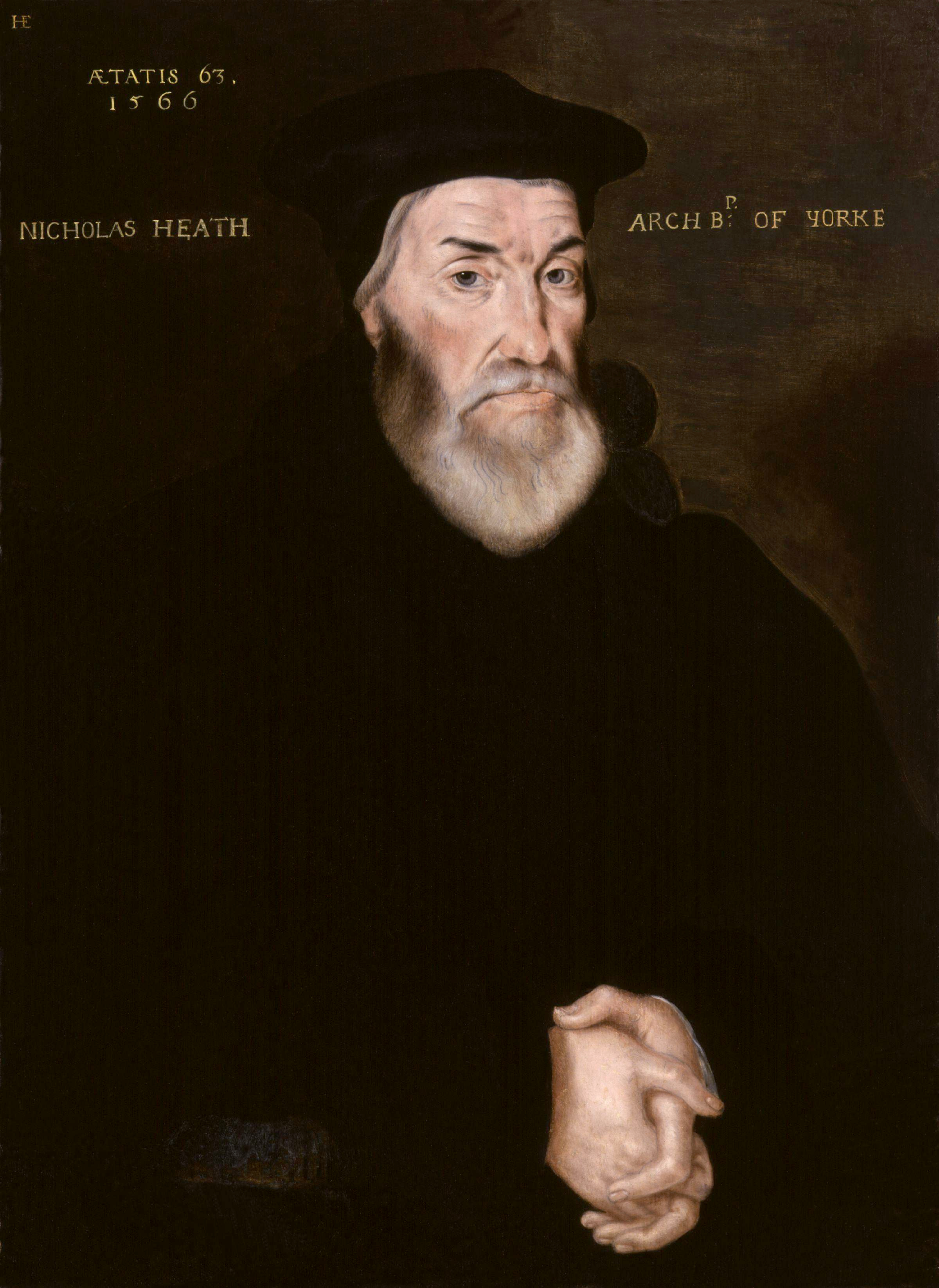
Ганс Еворт. «Ніколас Хет у віці 67 років»